# Arena Carioca 3
La Arena Carioca 3 es una arena en el Parque Olímpico de la Barra de Tijuca que albergó los eventos de taekwondo y esgrima en los Juegos Olímpicos de Río de Janeiro 2016 así como de judo en los Juegos Paralímpicos de Verano de 2016 a realizarse en la ciudad de Río de Janeiro. Tuvo una capacidad para diez mil personas durante los juegos.

## Construcción
Su construcción inició en julio de 2013, con recursos del gobierno brasileño y la iniciativa privada. Fue concluida a inicios de 2016 e inaugurada el 6 de marzo de 2016 por el entonces alcalde de Río, Eduardo Paes, el presidente del Comité Organizador Río 2016, Carlos Arthur Nuzman, y el secretario ejecutivo del Ministerio de Deporte de Brasil, Marcos Jorge de Lima.
El costo por las Arenas Cariocas 1, 2 y 3 fue de R$ 292,8 millones. Al igual que la anexa Arena Carioca 2, tiene una capacidad temporal de 10 000 espectadores.

## Futuro de la instalación
Una vez finalizados los juegos la arena fue convertida en el Gimnasio Experimental Olímpico, una escuela con 24 aulas y laboratorio de ciencias y medios.